# Akondia
Akondia o Arrikurutz es un monte de 749 metros de altitud pertenece al macizo del Kalamua, también llamado Max o Maaxa, y se levanta sobre la ciudad de Éibar en Guipúzcoa, País Vasco (España). Pertenece al conjunto montañoso de los Montes Vascos.

## Descripción
Con el aspecto de una  media esfera sin arbolado, solamente se ven dos pinos en sus faldas. Destaca entre los bosques de los montes de alrededor.
Como muchas veces ocurre, el Arrikurutz, cruz de piedra en castellano, cede su nombre y adopta el de un caserío sito en sus faldas, junto a la ermita de San Pedro. Fácil de ascender, forma parte del conjunto paisajístico y natural conformado por Kalamua y Arrate, que se ha convertido en el pulmón verde de la industriosa ciudad de Éibar, que parece hundida en el estrecho valle del Ego. Los escasos desniveles que hay que salvar por las sendas normales lo convierten en el paseo preferido de muchos eibarreses y vecinos de los pueblos cercanos. Esto, unido a la oferta hostelera que existe en sus inmediaciones, en Ixua, Usartza y Arrate, completan este espectacular lugar de ocio natural.
Entre la cima de Akondia y Kalamua se encuentra el Garagoiti, cumbre de categoría 2  de 701 metros de altitud y una prominencia de 25, que conforma con sus hermanos los callados de Pagolain a 676 m s. n. m. y Kalamua o Kalamuako lautada a 676 m s. n. m.

## Historia
Las campas de Arrikurutz han sido campo de batalla en varios momentos de la historia. Se tienen noticias fehacientes de que en 1390 se entabló batalla en Akondia entre los Oñacinos y Gamboínos dentro de la guerra de bandos. Por parte de los Oñacinos estaba la casa de Unzueta y por el otro lado los de Ibarguren, que perdieron allí a uno de sus hombres fuertes, Juan de Ibarguren, y perdieron esa batalla. El desgravío vino en 1420, cuando los Gamboínos quemaron la casa torre de los eibarreses. Dos años después, de nuevo en Akondia, los de Unzueta vencieron a sus enemigos.
Durante todo el invierno de 1936 a 1937 el frente de la guerra civil española estuvo detenido en estos montes. En la parte alta estaban las fuerzas golpistas, mientras que a media ladera se mantenían las republicanas. Akondia era línea de frente y testigo de las batallas que allí se libraron entre los defensores de la legalidad republicana y los alzados en armas contra la misma. Son numerosos los restos de trincheras, búnkers y refugios que todavía son apreciables. Bajo una cruz de piedra están enterradas las toneladas de material bélico que se recogieron después de la contienda y es normal encontrar restos de balas y otra munición en sus bosques y campas.

## Rutas de ascenso
El itinerario más sencillo y utilizado es el que parte de Ixua (546m) y pasa por Usartza, desde donde vemos el caserío que da nombre al monte, Akondia, y la ermita de San Pedro pegada al mismo. Solo hay que seguir el camino, que nos pone rápidamente en la cumbre, después de pasar al lado de la cruz, debajo la cual están enterrados los restos bélicos de la guerra civil.
Se puede emprender la subida desde Éibar o desde el cercano Arrate; en ambos casos se realiza la misma ruta, aunque en el caso de partir de Arrate se puede acceder por la vertiente norte a la cumbre sin mayores dificultades.
Otro itinerario utilizado es el de conquistar primero la cumbre de Kalamua, la más alta del complejo, para dirigirse desde ella a Arrikurutz. En este caso se puede optar por pasar por la cumbre de Garagoitxi (701 m), con una impresionante e intensa pendiente, o rodear éste.
Tiempos de acceso
- Ixua (45m).
- Éibar (2h15m).